# Psylla memor
Psylla memor är en insektsart som beskrevs av Loginova 1964. Psylla memor ingår i släktet Psylla och familjen rundbladloppor. Inga underarter finns listade i Catalogue of Life.